# Episodi di Cardfight!! Vanguard Divinez: Deluxe Arc
Cardfight!! Vanguard Divinez: Deluxe Arc (カードファイト!! ヴァンガード Divinez デラックス編?, Kādofaito!! Vangādo Divinez Derakkusu-hen) è stato trasmesso in Giappone dall'11 gennaio al 19 aprile 2025 su ANN per un totale di 13 episodi. La sigla d'apertura è Meramera dei Kis-My-Ft2 mentre quella di chiusura è Tenshoku (天色?) di Hina Aoki.

Il logo della serie

Akina Myodo, insieme ad altri Fighter, riceve un invito e decide di partecipare al torneo di carte Vanguard Deluxe, il quale ha lo scopo di determinare il Fighter più forte. Durante questo torneo, si troverà a fronteggiare anche numerosi Fighter leggendari, impegnati in diverse sfide.

## Lista episodi
| Nº serie | Nº | Titolo italiano (traduzione letterale) Giapponese 「Kanji」 - Rōmaji                                                    | In onda          | In onda |
| Nº serie | Nº | Titolo italiano (traduzione letterale) Giapponese 「Kanji」 - Rōmaji                                                    | Giapponese       |         |
| 1 (583)  | 1  | Invito al destino 「運命の招待状」 - Unmei no jōtaijō                                                                   | 11 gennaio 2025  |         |
| 2 (584)  | 2  | La prova della luna 「月の試練」 - Tsuki no shiren                                                                      | 18 gennaio 2025  |         |
| 3 (585)  | 3  | Inizia il Deluxe!!! 「デラックス開幕!!!」 - Derakkusu kaimaku!!!                                                        | 25 gennaio 2025  |         |
| 4 (586)  | 4  | Tre stelle nascenti 「三新星」 - San shinsei                                                                            | 1º febbraio 2025 |         |
| 5 (587)  | 5  | Re del Destino contro Re del Fato 「運命王 vs 宿命王」 - Unmei-ō vs shukumei-ō                                          | 8 febbraio 2025  |         |
| 6 (588)  | 6  | Sfida verso il futuro 「未来への挑戦」 - Mirai e no chōsen                                                              | 15 febbraio 2025 |         |
| 7 (589)  | 7  | Fiamme risvegliate 「目覚めた炎」 - Mezameta honō                                                                       | 1º marzo 2025    |         |
| 8 (590)  | 8  | Oscurità e catene 「暗闇と呪縛」 - Kurayami to jubaku                                                                   | 8 marzo 2025     |         |
| 9 (591)  | 9  | Ali della salvezza e il cavaliere della caduta nel cielo 「救世の翼と破天の騎士」 - Kyūsei no tsubasa to haten no kishi | 15 marzo 2025    |         |
| 10 (592) | 10 | Notte della luna caduta 「落月の夜」 - Ochi tsukinoyo                                                                   | 22 marzo 2025    |         |
| 11 (593) | 11 | Due zeri 「ふたりの零」 - Futari no rei                                                                                 | 29 marzo 2025    |         |
| 12 (594) | 12 | Un'altra prova della luna 「月の試練、再び」 - Tsuki no shiren, futatabi                                                | 12 aprile 2025   |         |
| 13 (595) | 13 | Il mito dei miracoli 「奇跡の幻真獣」 - Kiseki no gen shinjū                                                            | 19 aprile 2025   |         |